# Sahak (V) de Keghi
Sahak ou Isaac V de Keghi (en arménien Սահակ Ե ; mort en  1760), dit « Anakine » (l’Étonnant), est Catholicos élu de l'Église apostolique arménienne de 1755 à 1759.

## Biographie
Sahak est né dans la région de Keghi à la limite de la Mésopotamie. Il est métropolite d'Erzeroum lorsqu’en 1737 on élit comme patriarche l’évêque de Smyrne Ghazar Ier de Djahouk (1737-1751), avec lequel il a de nombreux démêlés.
Le Catholicos Ghazar Ier doit faire face à un « anti-patriarche » en la personne de Hovhannès d’Agoulis (1740-1741), avant d’être  chassé de son siège en 1748. Sahak et un vardaped nommé Petros Kutur sont envoyés à  Etchmiadzin pour participer à l’élection d’un nouveau chef de l’Église.
Sahak est choisi comme Catholicos mais il refuse de siéger et les électeurs se rallient à Pétros II Kutur (1748-1749), qui meurt après 10 mois d’exercice de sa charge. Ghazar Ier de Djahouk est rappelé et il meurt en 1751. Il a deux successeurs : Minas Ier d'Aghin (1751-1753) et Alexandre II de Constantinople (1753-1755).
À la mort du second, Sahak est une nouvelle fois élu Catholicos sous le nom de Sahak V alors qu’il se trouve à Constantinople ; il y réside encore 20 mois, peu soucieux d’aller prendre la tête d’un clergé divisé par les intrigues du coadjuteur qui lui a été adjoint, Jacob V de Chamakhi. Ce dernier ne cesse pourtant de presser Sahak de revenir en Arménie.
Sahak accepte enfin de se rendre à Erzeroum, afin de se rapprocher d’Etchmiadzin, mais refuse d’aller plus loin pour ne pas se mêler aux intrigues qui agitent depuis des années la résidence patriarcale.
Le clergé,  lassé de ses tergiversations, décide enfin de le déposer et d’élire le 24 novembre 1759 comme son successeur Jacob V de Chamakhi (1759-1763). Sahak meurt peu après en 1760 à Erzeroum après avoir porté le titre de Catholicos pendant 4 ans et 5 mois sans être consacré ni avoir jamais exercé la charge.

## Sources
- Joseph Fr. Michaud et Louis Gabriel Michaud, Biographie universelle, ancienne et moderne, Paris, 1825, tome XXXIX, p. 502.